# Falcileptoneta satsumaensis
Falcileptoneta satsumaensis là một loài nhện trong họ Leptonetidae.
Loài này thuộc chi Falcileptoneta. Falcileptoneta satsumaensis được miêu tả năm 2005 bởi Irie & Ono.